# Lidija Litwiak
Lidija (Lilija) Władimirowna Litwiak (ros. Лидия (Лилия) Владимировна Литвяк; ur. 18 sierpnia 1921 w Moskwie, zm. 1 sierpnia 1943 w Dmytriwce w rejonie szachtarskim) – radziecka pilotka, as myśliwski II wojny światowej z największą liczbą zwycięstw wśród pilotów-kobiet. 

## Życiorys
Od młodości interesowała się lotnictwem – w wieku 14 lat wstąpiła do aeroklubu, w wieku 15 lat odbyła pierwszy lot. Pod koniec lat 30. uzyskała uprawnienia instruktora pilotażu. 
Po ataku Niemiec na ZSRR w czerwcu 1941 podczas II wojny światowej, próbowała wstąpić do lotnictwa wojskowego. Udało jej się dostać do 586. pułku lotnictwa myśliwskiego (586 IAP), formowanego z kobiet-pilotów przez  pilotkę Marinę Raskową (w tym celu Lidija podała zawyżoną ilość 100 wylatanych przez nią wcześniej godzin). Pierwsze loty bojowe odbyła latem 1942 nad Saratowem, latając na myśliwcu Jak-1, zespołowo zestrzeliła tam niemiecki bombowiec Junkers Ju 88. We wrześniu przeniesiono ją z grupą innych pilotek, m.in. Jekateriną Budanową, do 437 IAP, walczącego nad Stalingradem. 13 września zestrzeliła samodzielnie pierwszy samolot (Ju 88), a następnie myśliwiec Bf 109. W kolejnych miesiącach odniosła dalsze zwycięstwa, latając na Jak-1, następnie Jak-1b. Pod koniec 1942 została przeniesiona do już nie „kobiecego” 9. Gwardyjskiego pułku lotnictwa myśliwskiego (9 GIAP), a w styczniu 1943 – do 296 IAP, przemianowanego później na 73. Gwardyjski pułk lotnictwa myśliwskiego. 
23 lutego 1943 została odznaczona Orderem Czerwonej Gwiazdy. Dwa razy przymusowo lądowała na skutek uszkodzeń samolotu, a 22 marca i 16 lipca 1943 była raniona w walce powietrznej. Uzyskała stopień młodszego lejtnanta gwardii (najniższy stopień oficerski). W lutym 1943 roku pobrała się z pilotem myśliwskim 73 GIAP Aleksiejem Sołomatinem, który zginął 21 maja 1943.
1 sierpnia 1943, podczas walki z grupą myśliwców Bf 109, samolot Lidii Litwiak został zestrzelony i zaginął. Poszukiwania nie przyniosły rezultatu – przypuszczano, że Lidija mogła dostać się do niewoli (co w propagandzie stalinowskiej było równoznaczne ze zdradą). Z uwagi na wątpliwości co do jej losu, nie zdecydowano się nadać jej pośmiertnie wnioskowanego tytułu Bohatera Związku Radzieckiego, uhonorowano ją Orderem Wojny Ojczyźnianej I stopnia.  Poszukiwania podjęto na nowo w 1968 za sprawą akcji prasowej. W 1979 ustalono, że samolot jej spadł w rejonie wsi Dmytriwka w rejonie szachtarskim, przy czym Lidija poniosła śmierć od postrzału w głowę i została tam pochowana w zbiorowym grobie. 5 maja 1990 Prezydent ZSRR Michaił Gorbaczow nadał jej pośmiertnie tytuł Bohatera Związku Radzieckiego. 
Dane odnośnie do liczby zwycięstw odniesionych przez Lidiję Litwiak różnią się w publikacjach, brak oficjalnej statystyki. Podaje się najczęściej 11 zestrzeleń  indywidualnych i 3 odniesione zespołowo, ale też 8 indywidualnych i 4 zespołowo. Zestrzeliła ponadto balon obserwacyjny (31 maja 1943). Została uhonorowana orderami Czerwonego Sztandaru, Czerwonej Gwiazdy i dwukrotnie Wojny Ojczyźnianej I stopnia.
Nazywana była „Białą Różą ze Stalingradu”.